# Hanna R. Hall
Hanna Rose Hall (* 9. Juli 1984 in Denver, Colorado) ist eine US-amerikanische Schauspielerin.
Sie hatte ihre erste Rolle in der Literaturverfilmung Forrest Gump als junge Jenny. Später spielte sie in Sofia Coppolas The Virgin Suicides die jüngste der Lisbon-Schwestern. Im Jahr 2007 war sie in Rob Zombies Film Halloween zu sehen.

## Filmografie (Auswahl)
- 1994: Forrest Gump
- 1995: Goldilocks and the Three Bears
- 1996: Der lange Weg nach Hause (Homecoming, Fernsehfilm)
- 1996: Verzweifelte Entscheidung (Her Desperate Choice, Fernsehfilm)
- 1999: The Virgin Suicides
- 2001: Amy & Isabelle (Fernsehfilm)
- 2004: Jail Bait (Kurzfilm)
- 2005: Edward Cole (Kurzfilm)
- 2006: Bright Lights (Kurzfilm)
- 2006: White Picket Fence (Kurzfilm)
- 2007: Halloween
- 2007: Neal Cassady
- 2007: The Truth About Faces (Kurzfilm)
- 2008: Text
- 2009: American Cowslip
- 2010: Radio Free Albemuth
- 2010: A Numbers Game
- 2010: Happiness Runs
- 2011: Scalene
- 2012: Hawken (Kurzfilm)
- 2012: Visible Scars
- 2012: Criminal Minds (Fernsehserie, Folge 5x10 Cradle to Grave)
- 2013: The Meeting Place (Kurzfilm)
- 2015: Masters of Sex (Fernsehserie, Folge 3x1 Parliament of Owls)
- 2017: Another Skin (Kurzfilm)
- 2018: Dying for the Crown
- 2019: The Purge – Die Säuberung